# ディヴィジオン・ナシヨナル1936-1937
ディヴィジオン・ナシヨナル1936-1937はフランスのプロサッカーリーグ1部、シャンピオナ・ドゥ・フランス・ドゥ・フットボールの第5回目のシーズンである。オランピック・ドゥ・マルセイユが初優勝を決めた。

## 方式
16クラブによるホーム・アンド・アウェー総当たり・全30節のリーグ戦である。1位は優勝、下位2クラブは自動降格する。

## 出場クラブ[2]
| クラブ                          | 直近昇格年 |
| ------------------------------- | ---------- |
| FCアンティーブ                  | 1932       |
| ASカンヌ                        | 1932       |
| SCフィヴ                        | 1932       |
| オランピック・リロワ (サッカー) | 1932       |
| オランピック・ドゥ・マルセイユ  | 1932       |
| FCメス                          | 1935       |
| FCミュルーズ                    | 1934       |
| RCパリ                          | 1932       |
| レッドスター・オランピック      | 1934       |
| スタッド・レンネUC              | 1932       |
| エクセルシオールACルーベ        | 1932       |
| RCルベ                          | 1936       |
| FCルーアン                      | 1936       |
| FCセト                          | 1932       |
| FCソショー                      | 1932       |
| RCストラスブール                | 1934       |

## 順位表
| 順 | チーム                             | 試 | 勝 | 分 | 敗 | 得 | 失  | 差  | 点 | 出場権または降格                         |
| -- | ---------------------------------- | -- | -- | -- | -- | -- | --- | --- | -- | ---------------------------------------- |
| 1  | オランピック・ドゥ・マルセイユ (C) | 30 | 17 | 4  | 9  | 69 | 39  | +30 | 38 |                                          |
| 2  | FCソショー                         | 30 | 16 | 6  | 8  | 56 | 42  | +14 | 38 | クープ・ドゥ・フランス1936-1937          |
| 3  | RCパリ                             | 30 | 17 | 3  | 10 | 57 | 47  | +10 | 37 |                                          |
| 4  | FCルーアン                         | 30 | 15 | 5  | 10 | 62 | 48  | +14 | 35 |                                          |
| 5  | オランピック・リロワ (サッカー)    | 30 | 14 | 6  | 10 | 51 | 43  | +8  | 34 |                                          |
| 6  | RCストラスブール                   | 30 | 12 | 9  | 9  | 62 | 39  | +23 | 33 |                                          |
| 7  | FCメス                             | 30 | 13 | 6  | 11 | 60 | 61  | −1  | 32 |                                          |
| 8  | エクセルシオールACルベ             | 30 | 13 | 5  | 12 | 72 | 60  | +12 | 31 |                                          |
| 9  | レッドスター・オランピック         | 30 | 12 | 7  | 11 | 47 | 58  | −11 | 31 |                                          |
| 10 | FCセト                             | 30 | 11 | 8  | 11 | 46 | 48  | −2  | 30 |                                          |
| 11 | SCフィヴ                           | 30 | 12 | 4  | 14 | 54 | 45  | +9  | 28 |                                          |
| 12 | RCルベ                             | 30 | 11 | 5  | 14 | 50 | 61  | −11 | 27 |                                          |
| 13 | FCアンティーブ                     | 30 | 11 | 4  | 15 | 50 | 64  | −14 | 26 |                                          |
| 14 | ASカンヌ                           | 30 | 8  | 9  | 13 | 48 | 55  | −7  | 25 |                                          |
| 15 | スタッド・レネUC (R)               | 30 | 8  | 4  | 18 | 38 | 58  | −20 | 20 | ディヴィジオン・アンタルレジオナール降格 |
| 16 | FCミュルーズ (R)                   | 30 | 6  | 3  | 21 | 48 | 102 | −54 | 15 | ディヴィジオン・アンタルレジオナール降格 |

## 昇降格[3]
| 1部昇格 | RCランス         | USヴァランシエンヌ＝アンザン |
| 2部降格 | スタッド・レネUC | FCミュルーズ                 |

## 得点ランキング

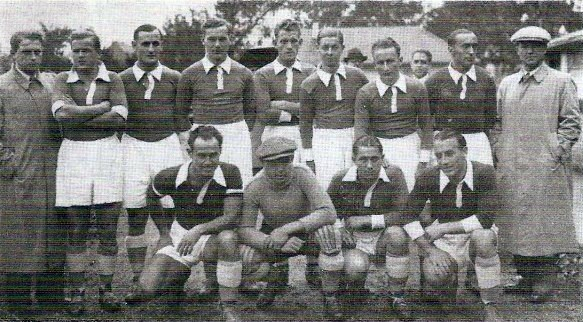
RCストラスブールの選手たちと得点王オスカー・ローア (後列の左から2番目)

| 順位 | 選手                               | 国籍                 | クラブ                          | 得点 |
| ---- | ---------------------------------- | -------------------- | ------------------------------- | ---- |
| 1    | オスカー・ローア                   | ドイツ国             | RCストラスブール                | 30   |
| 2    | マリオ・ザテッリ                   | フランス             | オランピック・ドゥ・マルセイユ  | 28   |
| 3    | ジャン・ニコラ                     | フランス             | FCルーアン                      | 27   |
| 4    | ロジェ・クアール                   | フランス             | RCパリ                          | 22   |
| -    | アンリ・イルトル                   | オーストリア         | エクセルシオールACルベ          | 22   |
| 6    | デジレ・コーラニー                 | ハンガリー民主共和国 | FCセト                          | 18   |
| -    | フェルナン・プランケス             | フランス             | FCアンティーブ                  | 18   |
| 8    | ジュール・ビゴ                     | フランス             | オランピック・リロワ (サッカー) | 17   |
| 9    | ロジェ・クルトワ                   | フランス             | FCソショー＝モンベリアール      | 16   |
| -    | アントワーヌ・フランチェスケッティ | フランス             | ASカンヌ                        | 16   |
| -    | アンドレ・シモニー                 | ハンガリー民主共和国 | レッドスター・オランピック      | 16   |

## レ・シャンピオン・ドゥ・フランス[3]
オランピック・ドゥ・マルセイユ (初優勝)
- エマニュエル・アズナール, 10試合2得点
- ジャン・バスティアン, 25試合1得点
- アブデルカデル・ベン・ブアリ, 28試合
- ステファノ・ビストルフィ, 1試合
- フェルディナン・ブリュアン, 27試合
- アンリ・コンシー, 22試合
- ジュルジュ・ダール, 1試合
- レイモン・デュラン, 21試合2得点
- アルメナク・エレヴァニアン, 8試合
- ジョゼフ・ゴンザレス, 10試合
- アリスティド・ゴレッリ, 11試合
- ピエール・グラニエ, 18試合
- イニャス・コワルチュク, 29試合6得点
- ヴィリー・コフート, 18試合6得点
- エステヴァン・メステール, 4試合
- マルセル・ミケル, 11試合4得点
- フランツ・オレイニチャク, 3試合
- ルネ・レビボ, 1試合
- カーロイ・ショーシュ, 7試合
- ジャグアレ・ジ・ベスヴェコンネ・ヴァスコンセロス, 21試合
- エドゥアルド・ヴァフジェニウク, 4試合2得点
- エドモン・ウェイコプフ, 13試合12得点
- マリオ・ザテッリ, 21試合28得点
- エミール・ゼルマニ, 26試合5得点
- 監督 : ヨーゼフ・アイゼンホッファー

## シーズンハイライト
リーグ史上初めて勝ち点で優勝が決まらず、規定により得失点率 (得点÷失点)で優劣をつけた。オランピック・ドゥ・マルセイユは得点69÷39=1.76、対してソショーは得点56÷42=1.33。これによりマルセイユが初優勝を飾った。

今回もマルセイユの優勝争いは困難を極めた。最終節の前週、ソショーとの直接対決で0－1の敗戦を喫し勝ち点で並ばれると、1933－1934シーズンにあと一歩で優勝を逃した苦い記憶がよみがえった。しかし最終節で両チームとも勝利すると、マルセイユの今季リーグ第2位の得点と最少失点タイの成績がソショーを上回ったのである。攻撃面では後のフランス代表FWマリオ・ザテッリ、守備面ではブラジル人GKヴァスコンセロスが殊勲者だった。

開幕8連勝で抜けだしたオリンピック・リロワだが、その後は失速し5位に終わった。個人面ではFCルーアンのジャン・ニコラの活躍が光り、第4節のレッドスター戦 (7-1)チームの全7点のうち4点を挙げ、さらに次のRCランス戦でも4ゴールを決めた。得点ランクでは3位に入っている。